# Derek Elley
Derek Elley, né vers 1955, est un critique de cinéma et musical et auteur américain.
Il est surtout connu comme critique de cinéma résident pour Variety jusqu'à son départ en mars 2010. Avec plus de 1 200 critiques à son actif en décembre 2014 sur Rotten Tomatoes, il se spécialise dans la critique de films asiatiques et rejoint Film Business Asia en tant que critique en chef dès sa création après avoir quitté Variety en 2010.

## Biographie
Derek Elley est critique musical dans les années 1970 et 1980 et auteur des International Music Guides annuels. En 1986, il publie Dimitri Tiomkin: The Man and His Music en collaboration avec le National Film theatre. En 1977, il publie World Filmography avec Peter Cowie et commence à rédiger les Movie Guides pour Variety annuels des années 1990. Il cofonde le Udine Far East Film Festival et en est le directeur artistique pour les trois premières éditions, à partir de 1999. En 2013, Routledge publie son The Epic Film: Myth and History, un aperçu détaillé de la fabrication et de l'histoire des films épiques. Il y fait référence à Ben Hur (1959) comme le "zénith du cycle hollywoodien". Grâce à son expertise dans le cinéma asiatique, Elley est franc sur plusieurs sujets et critique la misogynie dans les films de Tsai Ming-liang. Depuis 2015, il publie de nouveaux textes et republie les anciens sur son site Web personnel, Sino-cinema, récoltant un total de 1 050 critiques de films en langue chinoise au 11 avril 2020.